# Engoulevent terne
Caprimulgus inornatus
Espèce
Statut de conservation UICN

 LC  : Préoccupation mineure
L'Engoulevent terne (Caprimulgus inornatus) ou Engoulevent modeste, est une espèce d'oiseaux de la famille des Caprimulgidae.

## Description brève
Il est de couleur variable (gris / marron / brun roux) mais finalement le plumage reste relativement uni, avec des points foncés sur les plumes scapulaires.

## Répartition
Son aire s'étend surtout à travers l'ouest du Sahel, la savane soudanienne orientale et le sud-ouest la péninsule Arabique.